# 西德雷頓
西德雷頓（West Drayton）是希靈登區的一個地區。這一地區曾是米德爾塞克斯的一個古代民政教區。1965年開始，這裡成為大倫敦的一部分。西德雷頓位於希思羅機場北側1.9英里（3）。1901年時，這裡有人口984人。2011年時，有人口14,370人。

## 外部連結
- UB7 local website （页面存档备份，存于）
- Southlands Arts Centre website （页面存档备份，存于）
- British History - West Drayton （页面存档备份，存于）
- Uxbridge & Hillingdon Times - local newspaper （页面存档备份，存于）
- Yiewsley and West Drayton Band （页面存档备份，存于）
- Library （页面存档备份，存于）
- Diners Lounge （页面存档备份，存于）